# Piedra Parada, Delstaten Mexiko
Piedra Parada är en ort i Mexiko.   Den ligger i kommunen Zacualpan och delstaten Mexiko, i den sydöstra delen av landet, 100 km sydväst om huvudstaden Mexico City. Piedra Parada ligger 1 723 meter över havet och antalet invånare är 572.
Terrängen runt Piedra Parada är kuperad. Runt Piedra Parada är det ganska tätbefolkat, med 139 invånare per kvadratkilometer. Närmaste större samhälle är Ixtapan de la Sal, 9,4 km nordost om Piedra Parada. I omgivningarna runt Piedra Parada växer huvudsakligen savannskog.